# ハルドゥ
ハルドゥ（haldu; ヒンディー語: हलदू、ラテン文字転写: haladū; 学名: Adina cordifolia、シノニム: Haldina cordifolia など）とは、アカネ科の樹木の一種である。インドやスリランカ、東南アジアなどに分布する（参照: #分布）。本種の特徴は丸みのあるハート形の葉と、球状の見た目をなす腋生の花である（参照: #特徴）。様々な用途のある木材が得られる（参照: #利用）。

## 分類
|  |

最初は1796年にナウクレア属の Nauclea cordifolia として新種記載されるが、1870年代前半になるとタニワタリノキ属（Adina）に分類され、さらに1978年にはコリン・リズデイルがタニワタリノキ属との形態的な差異を根拠にハルドゥ1種のみのために新属 Haldina を設けた。正名はリズデイルによる Haldina cordifolia とする場合と100年以上の歴史を有する Adina cordifolia とされる場合とに分かれる。ただ、Haldina属の独立性に関しては2014年に発表された研究で否定的な見解が出されている（詳細はヘツカニガキ#分類を参照）。
なお、日本にはタニワタリノキ属であるタニワタリノキ（Adina pilulifera; シノニム: A. globiflora）が九州南部に自生しているが、#特徴で後述するようにハルドゥの葉が丸みを帯びたハート形であるのに対し、タニワタリノキの葉は披針形である。

## 分布
スリランカやインドから東南アジア、東アジアにかけて分布する。

## 生態
インドのアラーヴァリー山脈では時々清流沿いで見られ8月から12月にかけてが花期で、2月から3月の間に実がなる。またタミルナードゥ州中央部においては山麓や1200（1400）メートル以下の地帯に見られる。

## 特徴
落葉中高木で、樹高は3-10メートルだが20（30）メートルにまでなる場合もある。幹は地表から数メートルは分枝しない。樹皮は灰褐色、雲斑状にはがれ落ち厚さ4センチメートル、若い部分には微毛が見られる。板根が存在する。
葉は対生で革質、心臓形から（ほぼ）円形、12-17×14-20センチメートル、先端が先鋭形、全縁で表面は無毛となるが裏面は灰色で微毛が見られ、托葉は葉質である。葉柄は長さ3-7センチメートルで微毛がある。
花は腋生で葉腋から長さ2.5-10センチメートルの花梗が1-4本伸び、5部位に分かれる球状の頭花で乳白色あるいは黄色で径1.8-2.5（場合によっては3）センチメートル。萼はドングリの殻斗状で不明瞭だが5稜あって5裂し、その萼片は基部まで裂け、外側が毛に覆われる。花冠は乳白色で径3.5ミリメートル、漏斗状で5裂し、微毛が見られる。雄蕊（おしべ）は5本で（ほぼ）突出している。柱頭は頭状で花柱はかなり突出しており、子房は（ほぼ）先端が切られた形で2室、胚珠は3-5個が頂生胎座上に付き、下垂する形となる。
果実は蒴果で倒円錐形、微毛があり、密になり、割れて2つの小乾果となる。種子は長楕円形で翼があり、微毛が見られ茶色っぽい色である。

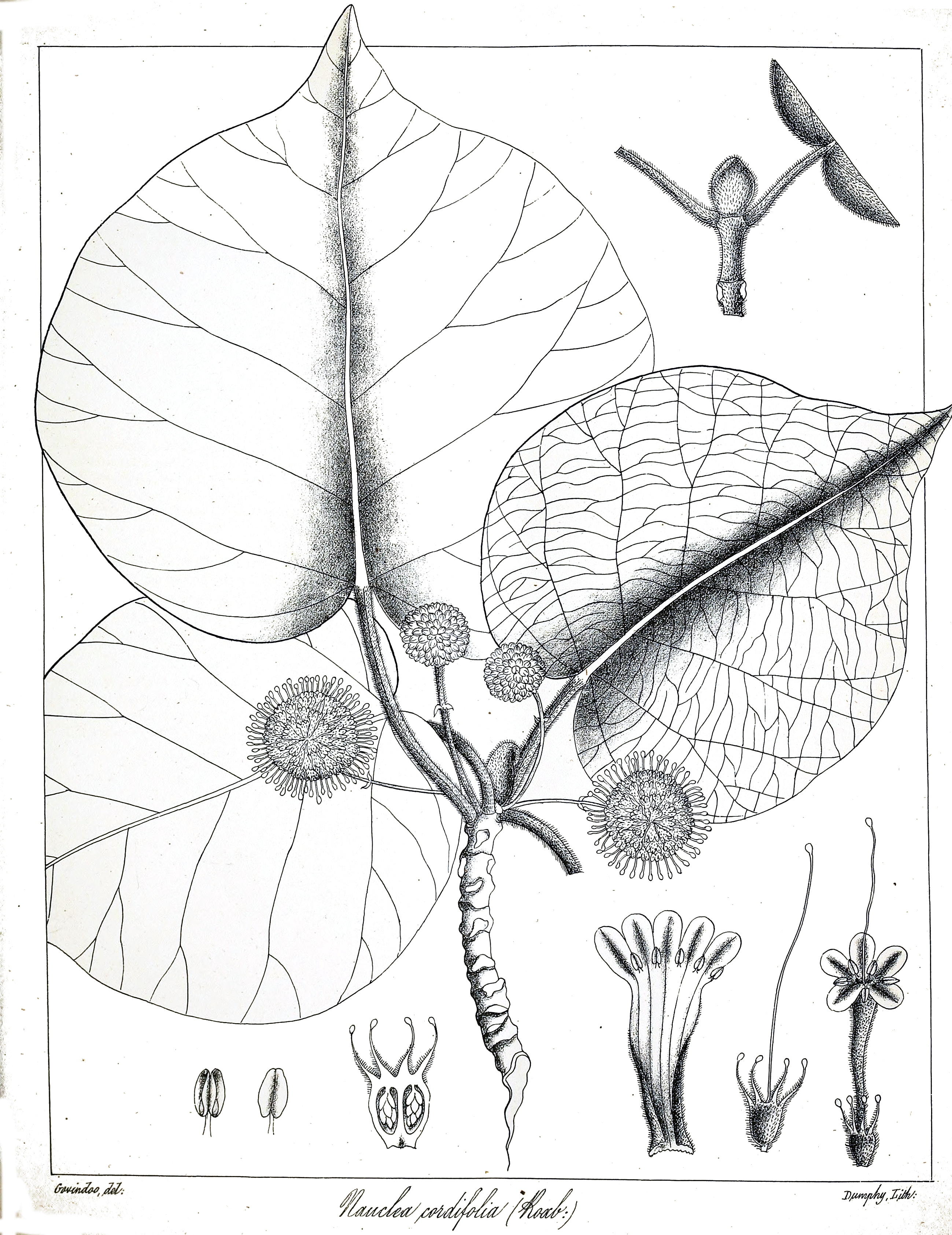
Beddome (1869) の図版。
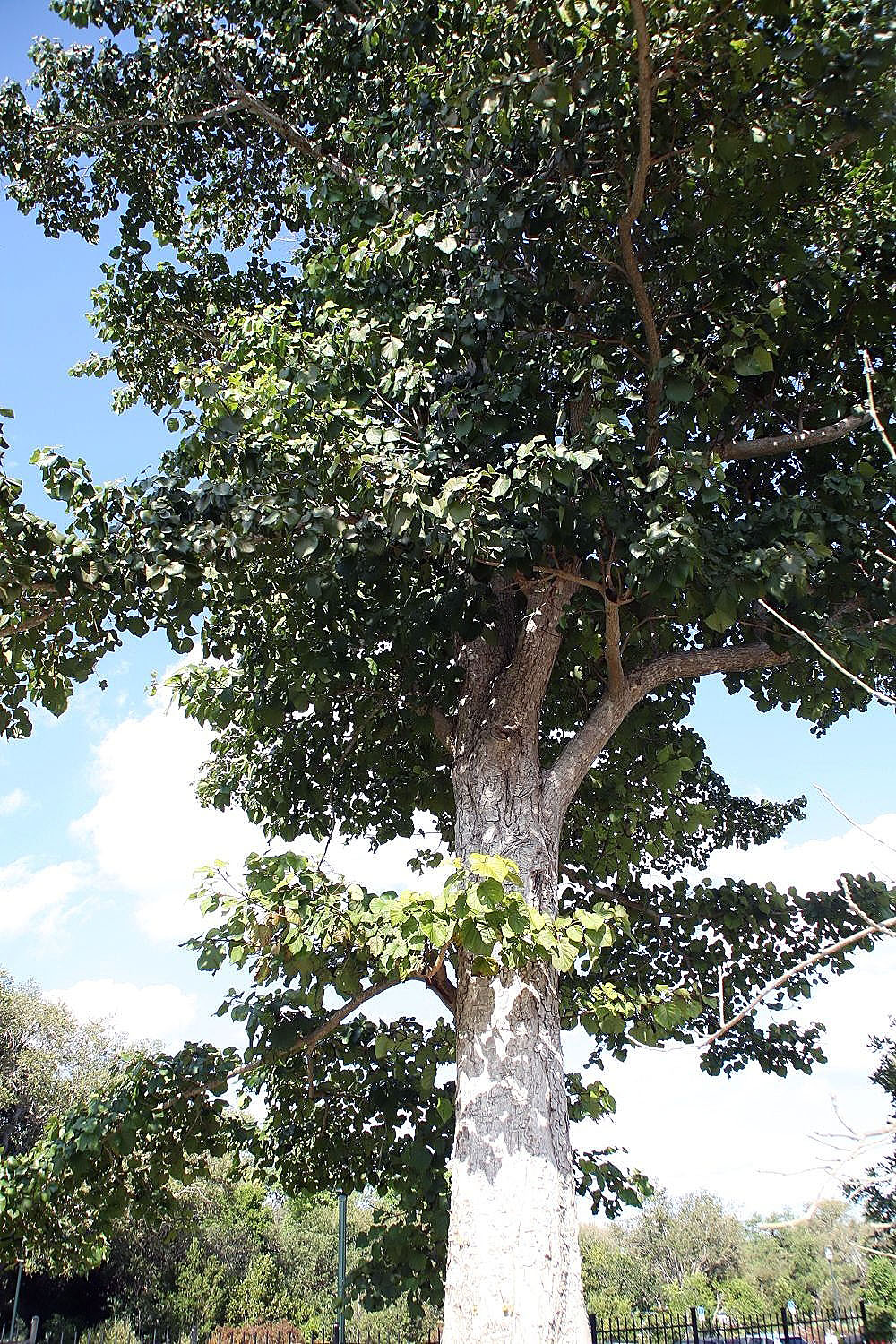
全体。
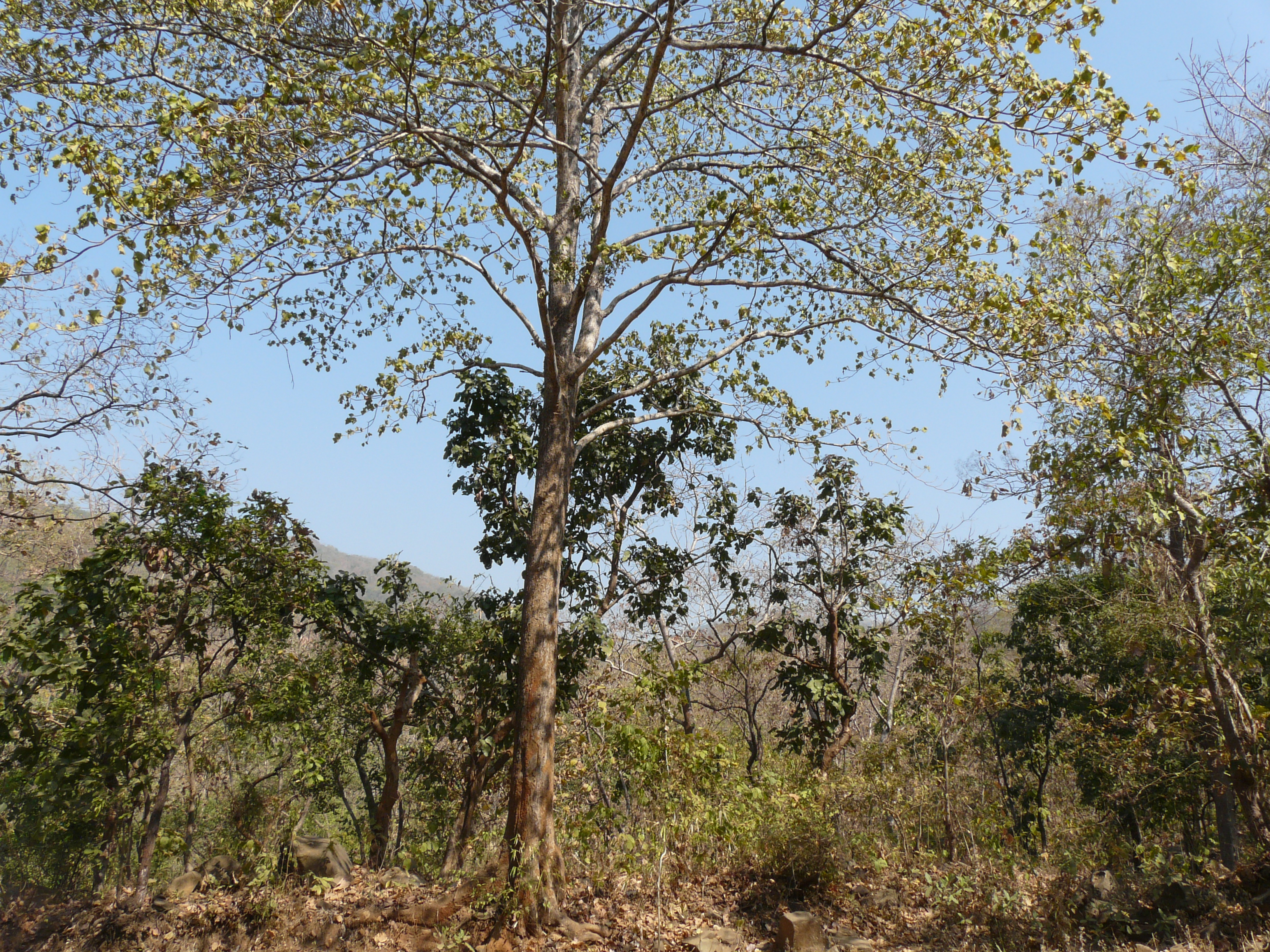
全体。
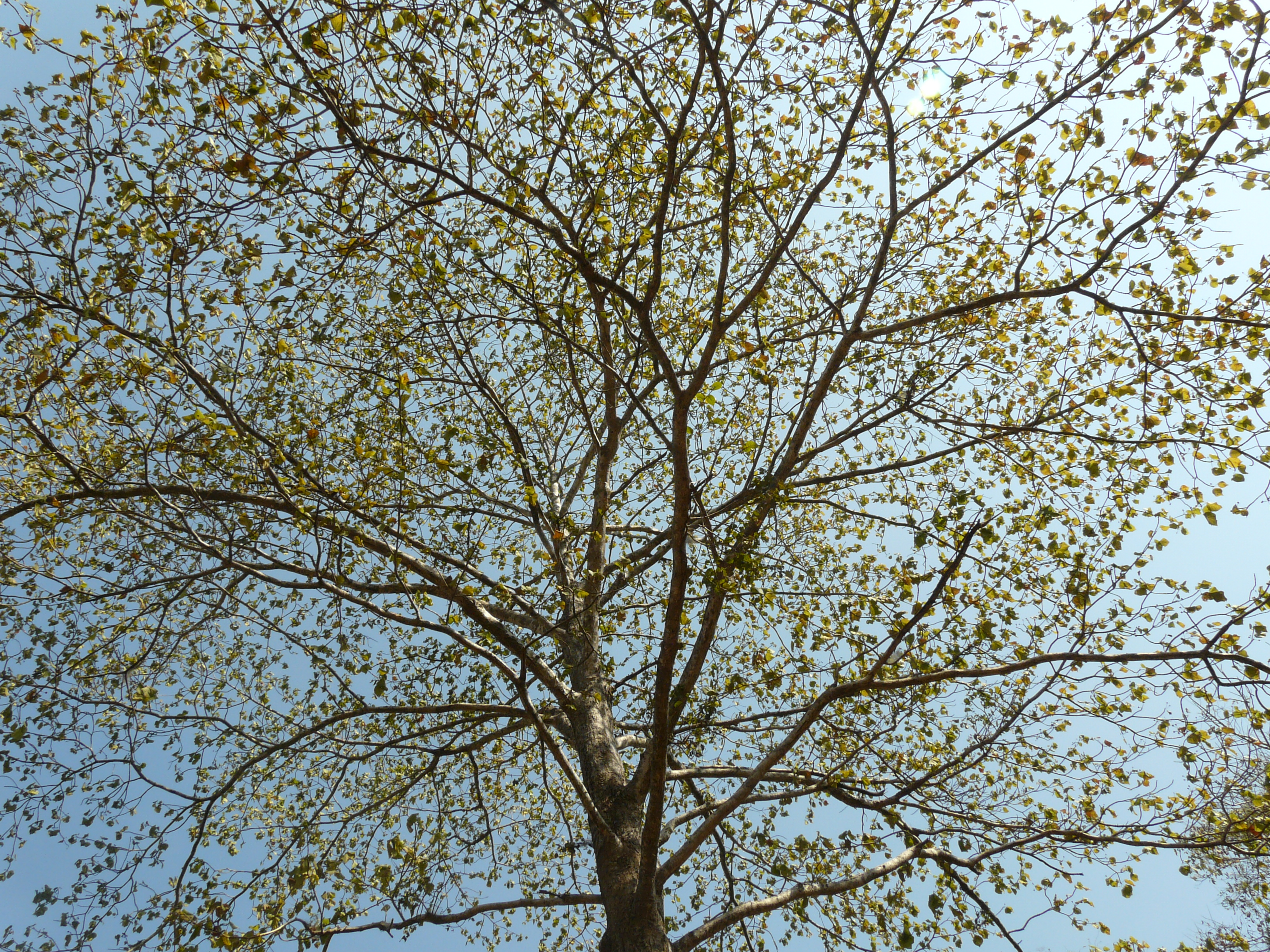
樹冠。
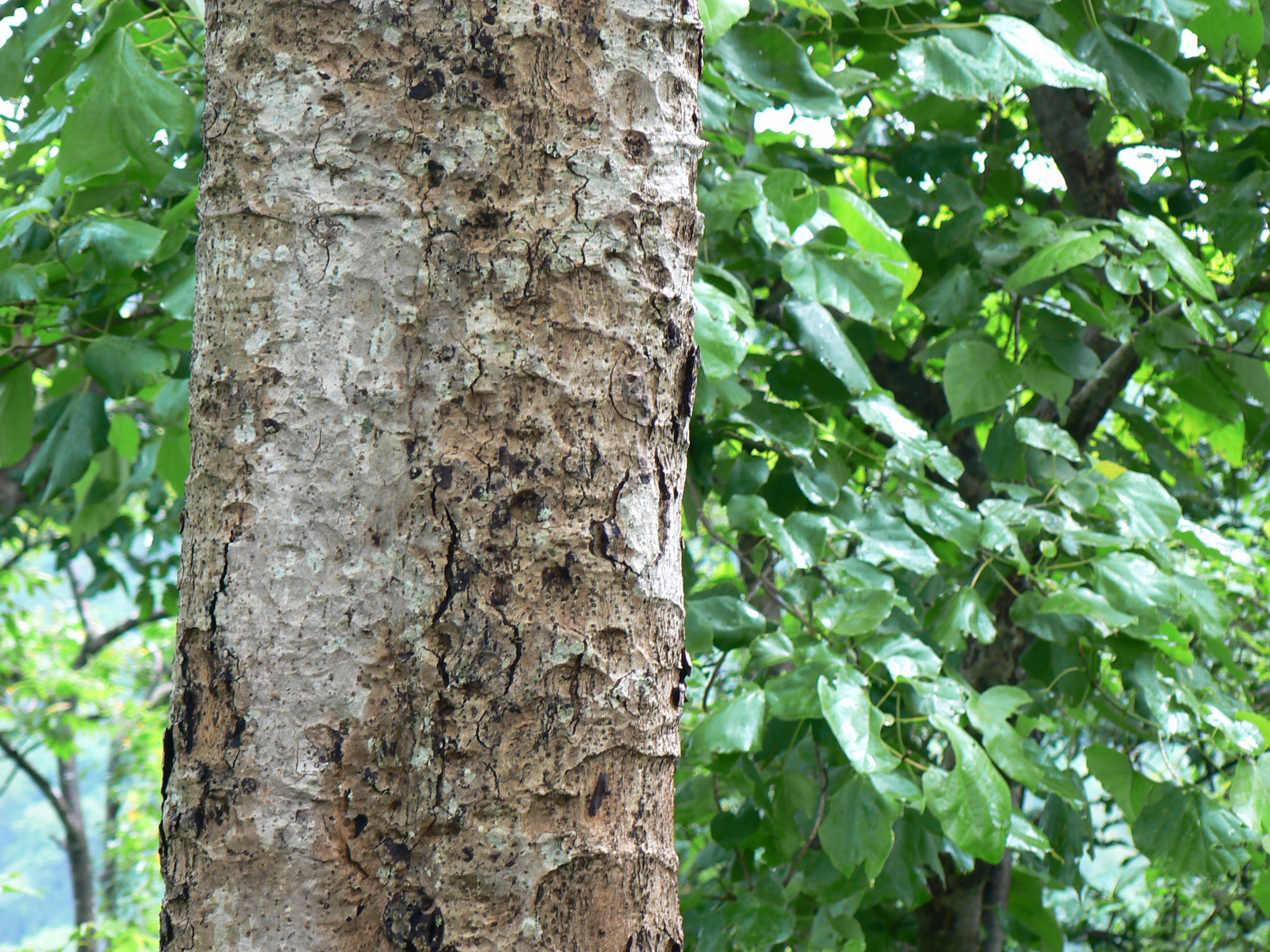
幹。
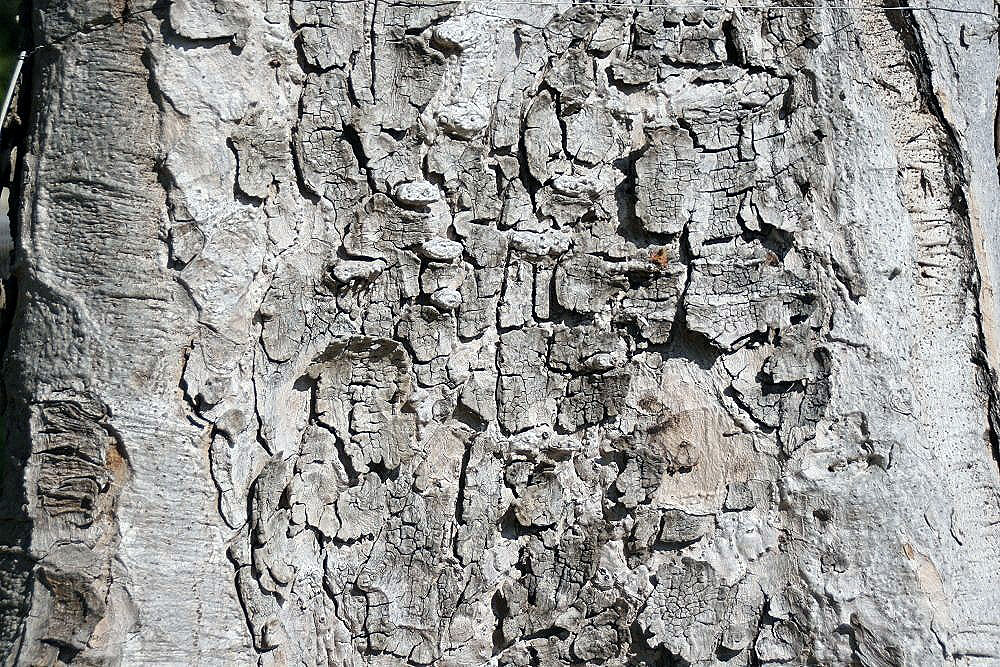
樹皮。
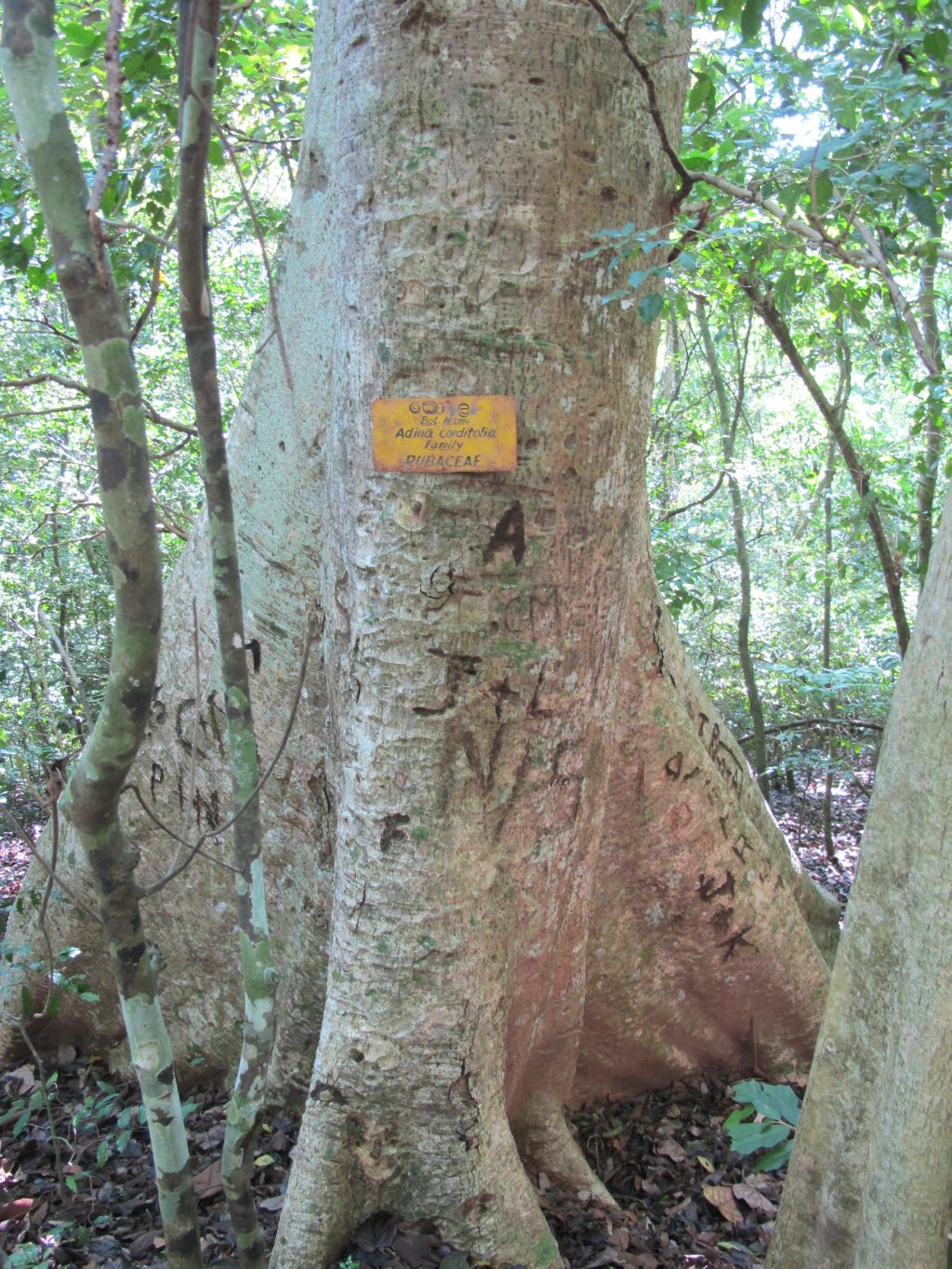
根本。板根あり。
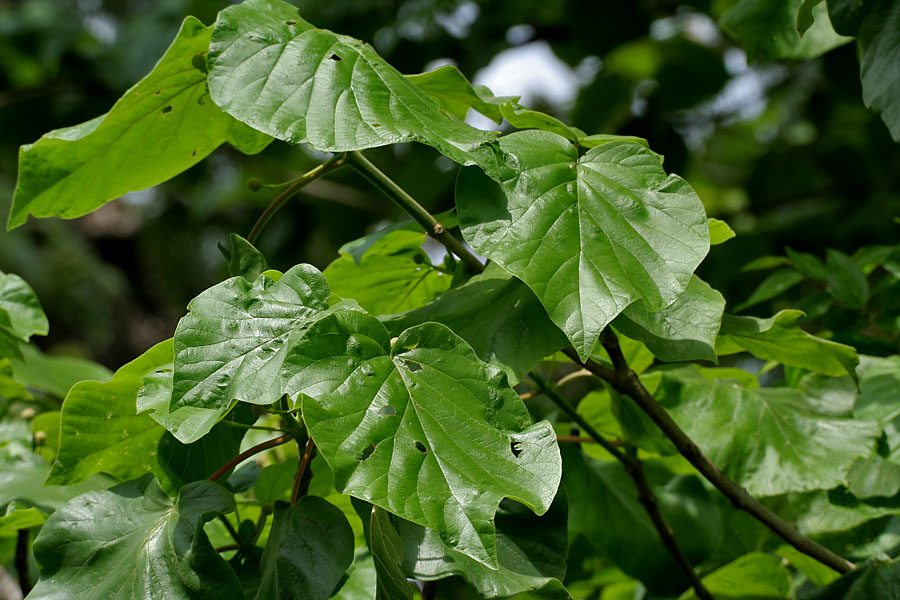
葉。丸くハートのような形状で先端がとがっている。
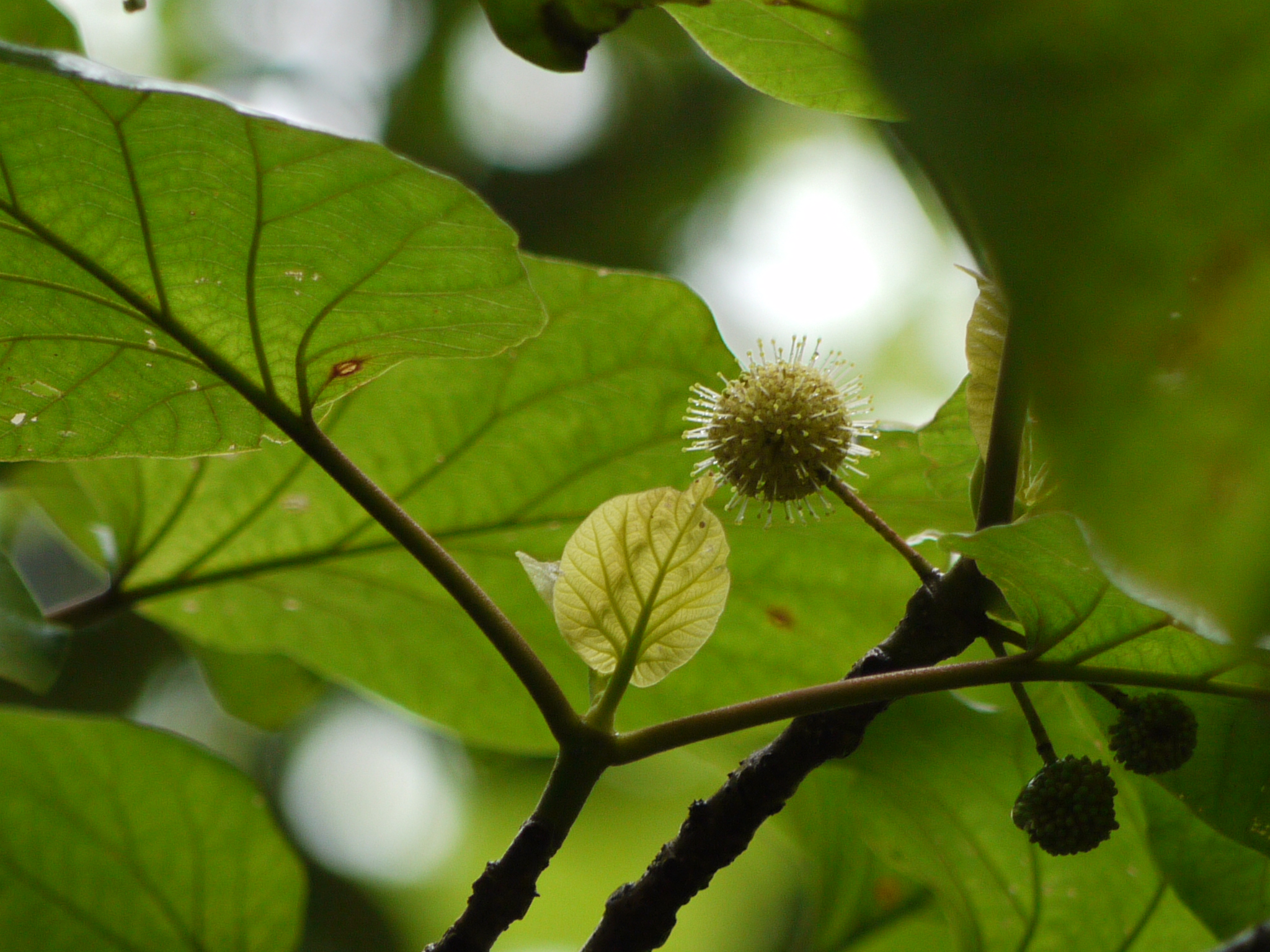
花。頭状花。
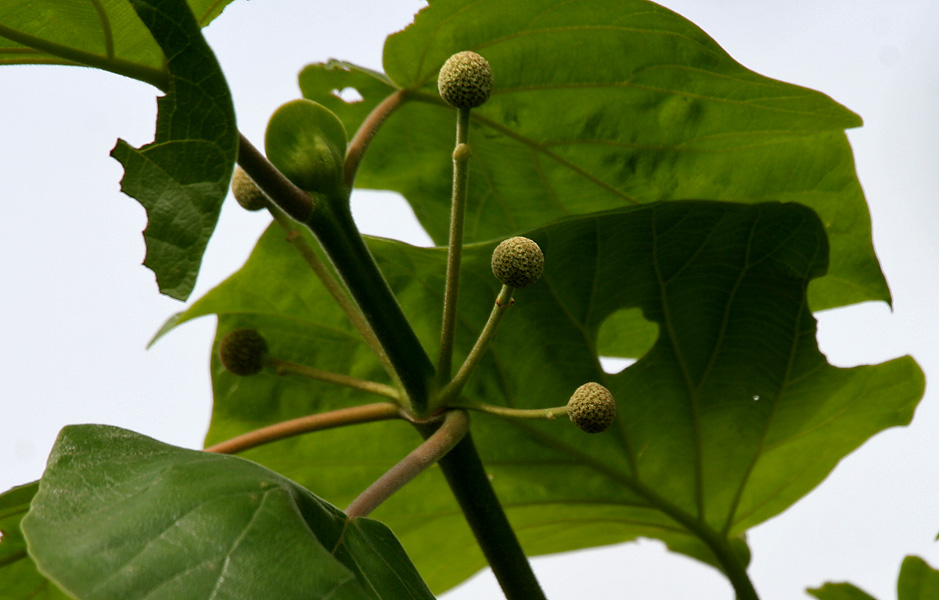
果実。

## 利用
ハルドゥからは木材が得られる。材の色は新鮮なうちは淡黄色から黄色であるが、やがて黄褐色から帯黄褐色となる。木目は細かく滑らかかつ繊維質で、建材や板張り、箪笥、銃床、櫛、帆柱、家具、彫刻、刳形（モールディング）、曲げ木、屋内造作、農具、糸巻、定規などに用いられてきたが、湿気に対しては弱い。比重は0.64-0.70で加工しやすく、美しい光沢があり、耐久性は高めである。

## 諸言語における呼称
- 英語: yellow teak, saffron teak[16], heart-leaved nauclea[17]

スリランカ:
- シンハラ語: කොළොම් (koḷom)、කොළොං (koḷoṃ)、කදඹ (kadamba)、දීප්තා (dīptā)、තරුණාද්‍රි (taruṇādri)、ධූලිකදම්බ (dhūlikadamba)、ෂට්පදේෂ්ට (ṣaṭpadēṣṭa)、කදඹක (kadambaka)[18] - kalon[2] や kolong[14] のラテン文字表記で記録している資料が存在する。

インド:
- サンスクリット: hridru, peetadaru, kadambaka, gaur kadambaka, girikadamba[16]
- タミル語: மஞ்சக்கடம்பு[19] (mañcakkaṭampu) - manja kadambe[14] や mancal katampu、mancatkatampu、manja kadambai、manjakadamba、manjakadambai、manjakadambu、manjatkadambu[20]、manja cadambai といったラテン文字表記が記録されている[2]。
- テルグ語: దాడుగచెట్టు (dāḍugaceṭṭu), dudagu, paspu kadambe[14]
- ヒンディー語: हलदू (haladū), करम (karama)[21]
- 南カナラ（英語版）: ahnow[14]

インドおよびバングラデシュ:
- ベンガル語: কেলিকদম্ব /kelikɔdɔmbɔ/ ケリコドンボ

ビルマ:
- ビルマ語: နှော /n̥ɔ́/[22] フノー - hnau[14] や knaw[2] と記録されている。

タイ:
- タイ語: ขว้าว[23] [kʰwâːw] クワーオ - kwa とする記録がある[2]。

カンボジア:
- クメール語: ខ្វាវ[24] /kʰvaːw/[25] - いくつかの文献では khvao とラテン文字表記されている[2][20]。

ベトナム:
- ベトナム語: gáo vàng - ただしこの名称は同じアカネ科の別種 Neonauclea sessilifolia（シノニム: Adina sessilifolia）にも用いられている[26]。